# 칼리노프스키사냥개박쥐
칼리노프스키사냥개박쥐(Mormopterus kalinowskii)는 큰귀박쥐과에 속하는 박쥐의 일종이다. 페루와 칠레 북부의 토착종이다. 비교적 잘 알려져 있지 않은 종이지만, 분포 지역에서 흔한 종으로 간주된다. 도식 지역에서 발견되기도 한다. 분자생물학 분석에 의하면, 칼리노프스키사냥개박쥐의 근연종들은 다른 속인 신대륙자유꼬리박쥐속에 속하는 종들이다.